# 暴風雪中的白鳥
《暴風雪中的白鳥》（英語：White Bird in a Blizzard）是一部2014年法美懸疑驚悚片，改編自勞拉·凱西夏克的美國同名小說，講述一名青少女的母親突然失蹤，導致她的生活陷入混亂。電影由葛瑞格·荒木編導，主演陣容包括雪琳·伍德利、伊娃·葛林、克里斯多弗·馬洛尼、希洛·費爾南德茲、加布蕾·丝迪贝、托马斯·简與安琪拉·貝瑟。
《暴風雪中的白鳥》2014年1月20日在日舞影展上首映，2014年10月15日在法國上映，美國於2014年10月24日有限上映。

## 演員
- 雪琳·伍德利飾演卡特莉娜·「凱特」·康納斯（Katrina "Kat" Connors）
  - 艾娃·艾克絲（英语：Ava Acres）飾演8歲的凱特
- 伊娃·葛林飾演伊芙·康納斯（Eve Connors）
- 克里斯多弗·馬洛尼飾演布洛克·康納斯（Brock Connors）
- 希洛·費爾南德茲飾演菲爾（Phil）
- 加布蕾·丝迪贝飾演貝絲（Beth）
- 托马斯·简飾演偵探史賽席西茲（Detective Scieziesciez）
- 安琪拉·貝瑟飾演泰勒醫生（Dr. Thaler）
- 黛爾·迪奇（英语：Dale Dickey）飾演希爾曼夫人（Mrs. Hillman）
- 马克·印第里凯托（英语：Mark Indelicato）飾演米奇（Mickey）
- 雅各布·雅迪斯（英语：Jacob Artist）飾演奧利佛（Oliver）
- 雪洛·李（英语：Sheryl Lee）飾演梅（May）

## 製作
雪琳·伍德利、伊娃·葛林、希洛·費爾南德茲和加布蕾·丝迪贝的選角最初於2012年11月公告。同月晚期安琪拉·貝瑟和黛爾·迪奇的選角被媒體公布。
伍德利為宣傳本片而受訪時，認為自己在片中的裸露戲「非常真實」。

## 外部連結
- 官方网站
- 互联网电影数据库（IMDb）上《暴風雪中的白鳥》的资料（英文）
- Box Office Mojo上《暴風雪中的白鳥》的資料（英文）
- 爛番茄上《暴風雪中的白鳥》的資料（英文）